# Bornse Beek
De Bornse Beek (ook gespeld als Bornse Beek of Bornsebeek) is een beek in de omgeving van Borne en Zenderen. De beek begint in Hengelo waar de Berflobeek en de Elsbeek (Drienerbeek) samen komen. Ter hoogte van Bolkshoek bij Almelo mondt de Bornse Beek uit in het Lateraalkanaal. Een deel van het water wordt enkele honderden meters eerder naar de Weezebeek afgevoerd. De Weezebeek komt via een onderleider onder het Twentekanaal en de Eksose Aa uit in de Regge.
De Bornse Beek voert voornamelijk stedelijk water af van de plaatsen Enschede, Hengelo en Borne. Het landelijke water van onder meer de Deurningerbeek en de Gammelkerbeek komt via de Oude Bornse Beek uit in de Loolee. Dit landelijke water van de Oude Bornse Beek gaat via de Doorbraak langs Bornerbroek en Ypelo naar de Regge.
Ten zuiden van Borne mondt de Woolderbinnenbeek in de Bornse Beek uit. Bij Zenderen ontvangt de Bornse Beek het water van de Azelerbeek.
Het voormalige Waterschap Regge en Dinkel (thans Vechtstromen) heeft op verschillende plaatsen in de Bornse Beek vispassages aan laten leggen.